# Common Public Radio Interface
La CPRI (Common Public Radio Interface) est une norme de transport de l'information pour les réseaux d'accès radio (RAN), qui définit une interface entre le Radio Equipment Control (REC), le plus souvent une station de base 3G ou 4G, et les Radio Equipments (RE), typiquement situés en haut des antennes-relais de téléphonie mobile.
Elle réalise les fonctions de la couche physique et de la couche liaison de données (couches 1 et 2) du modèle OSI. 
CPRI est une marque déposée.
L'objectif de la CPRI est de permettre le remplacement d'une connexion par câble cuivre ou coaxial entre un émetteur-récepteur radio (antennes utilisée par exemple pour la communication par téléphones mobiles et généralement située sur une tour ou un pylône) et une station de base (généralement située au sol à proximité), afin que la connexion puisse être établie vers un endroit distant et plus pratique. Cette connexion (souvent appelée réseau Fronthaul) peut être une fibre optique allant vers un site où plusieurs stations de base distantes (Node B ou eNode B) peuvent être desservies. Les extrémités de la fibre sont connectées à des transceivers (généralement de type SFP).
La première version de la norme est publiée en 2003 et résulte d'une collaboration entre les entreprises Ericsson, Huawei, NEC, Nortel et Siemens. Le départ de Nortel en 2009, l'arrivée d'Alcatel-Lucent et le regroupement des activités télécom Siemens et Alcatel chez Nokia font que le groupe de travail de CPRI est constitué, en 2022, des entreprises Ericsson, Huawei, NEC et Nokia.

## Liens Externes
- CPRI Homepage
- CPRI specification (free) at CPRI homepage